# Pillow to Post
Pour plus de détails, voir Fiche technique et Distribution.
Pillow to Post est un film américain réalisé par Vincent Sherman, sorti en 1945.

## Synopsis
Pendant la Seconde Guerre mondiale, alors que la pénurie fait rage, une vendeuse itinérante se donne beaucoup de mal pour trouver un endroit où dormir et de quoi manger.

## Fiche technique
- Titre : Pillow to Post
- Réalisation : Vincent Sherman
- Scénario : Charles Hoffman d'après la pièce de Rose Simon Kohn
- Photographie : Wesley Anderson
- Montage : Alan Crosland Jr.
- Musique : Friedrich Hollaender
- Société de production : Warner Bros.
- Pays d'origine : États-Unis
- Format : Noir et blanc - 1,37:1
- Genre : comédie romantique
- Date de sortie : 1945

## Distribution
- Ida Lupino : Jean Howard
- Sydney Greenstreet : Colonel Michael Otley
- William Prince : Lieutenant Don Mallory
- Stuart Erwin : Capitaine Jack Ross
- Johnny Mitchell : Earl 'Slim' Clark
- Ruth Donnelly : Mme Grace Wingate
- Barbara Brown : Mme Kate Otley
- Frank Orth : Clayfield, chauffeur de taxi
- Regina Wallace (en) : Mme Mallory, la mère de Don
- Willie Best : Lucille
- Louis Armstrong : Chef d'orchestre

Acteurs non crédités
- Robert Blake : Wilbur
- Joyce Compton : Gertrude Wilson
- Dorothy Dandridge : Elle-même
- James Flavin : Louie
- William Haade : Big Joe
- Paul Harvey : J.R. Howard
- Victoria Horne : Mildred Henry
- Carol Hughes : Loolie Fisher
- Anne Loos : Mme Pudge Corliss
- Don McGuire : Archie
- Anne O'Neal : Mme Bromley
- Grady Sutton : Alex
- Fred Kelsey : homme d'affaires
- Lynn Baggett : voyageuse mécontente
- Leah Baird : mère du marin
- William Conrad : flic à moto
- Colleen Townsend